# Геологический музей имени Петра I
Геологический музей имени Петра I (1898—1930) — академический (ИАН / РАН / АН СССР) музей c геологическими коллекциями, существовавший в Санкт-Петербурге / Петрограде / Ленинграде до 1930 года.

## История

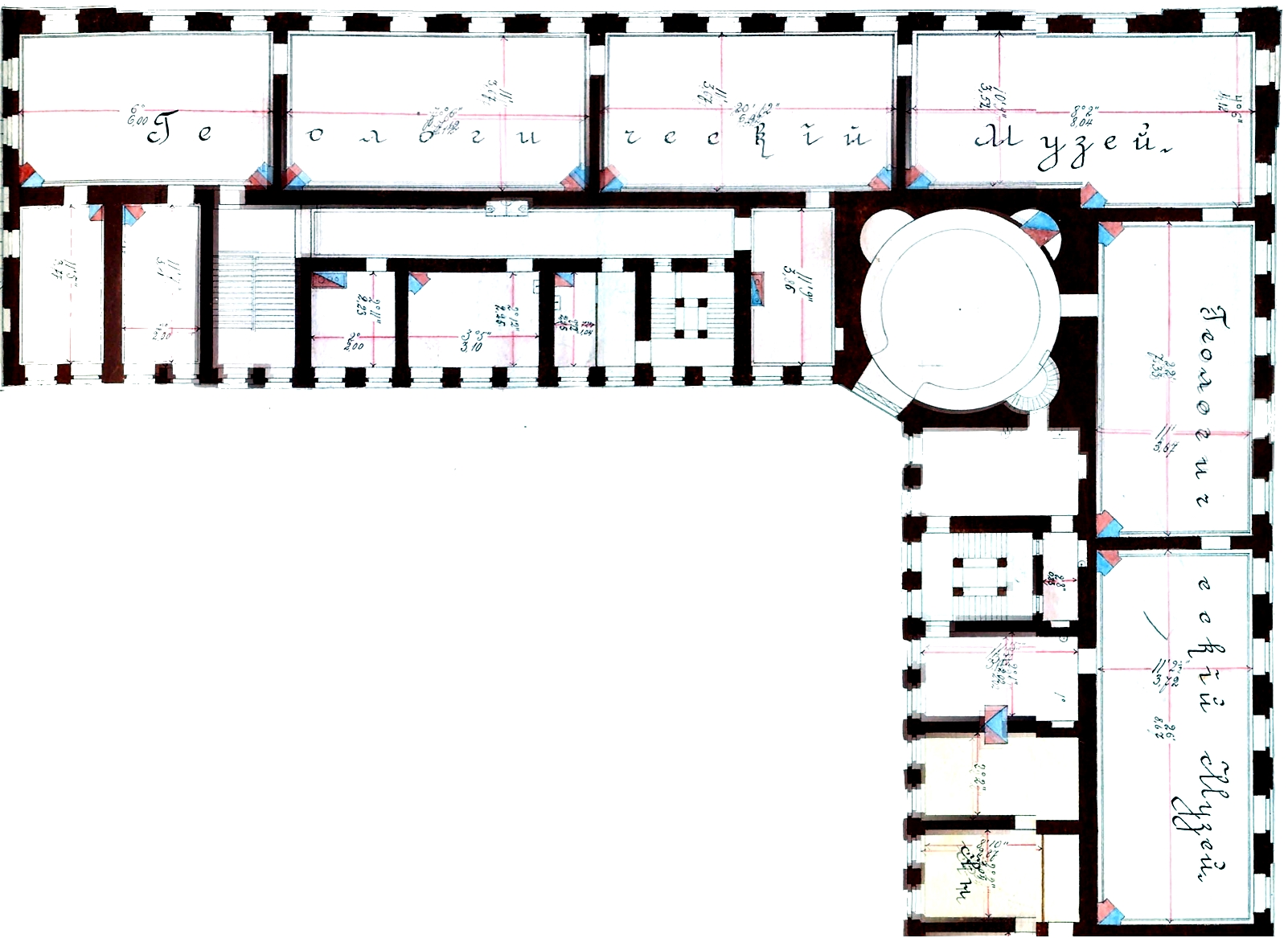
План музея

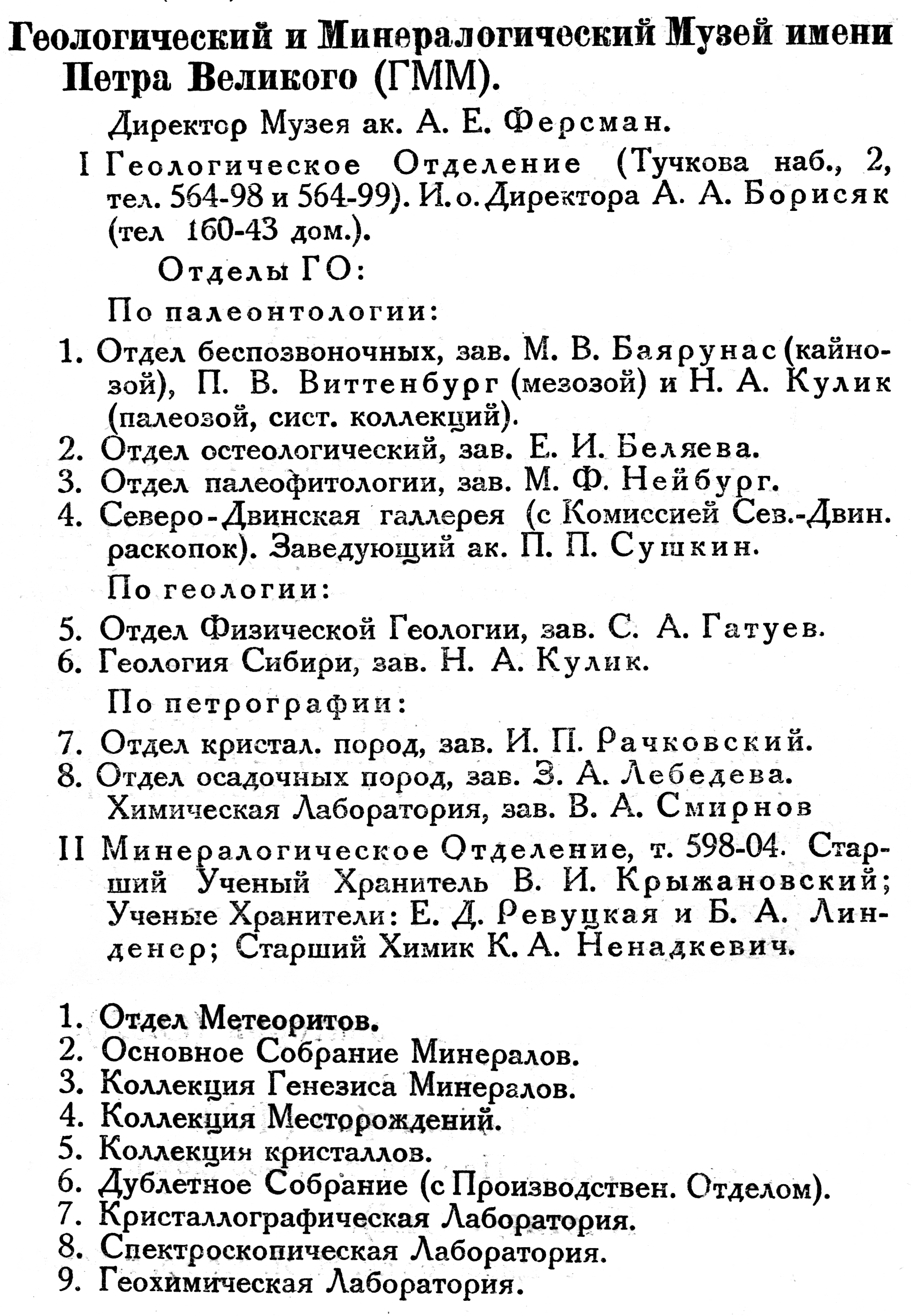
Структура и руководство, декабрь 1924

История Геологического музея началась с образования Минералогического кабинета Кунсткамеры, получившего в 1836 году статус Минералогического музея. Коллекции минералогического кабинета, а впоследствии и музея, с 1831 года располагались в отдельном здании — Музейном флигеле императорской Академии наук на Васильевском острове.
После того как академик Ф. Б. Шмидт расширил коллекцию минералогического музея Императорской академии наук (ИАН) геологическими и палеонтологическими экспонатами, музей, с 1898 года, стал называться Геологическим музеем императорской Академии наук.
В 1903 году, в год 200-летия основания Санкт-Петербурга Петром I, обновленный музей был переименован в Геологический музей имени императора Петра Великого ИАН.
В 1906 году музей разделился на два отделения: «Минералогический отдел» В. И. Вернадского и «Геологический и палеонтологический отдел» Ф. Н. Чернышёва, а в 1912 году музей был переименован в Геологический и минералогический музей имени Петра Великого ИАН.
К 1913 году музей обладал 152 коллекциями, самым крупным приобретением музея стала коллекция из 3 000 минералов академика П. А. Кочубея.
В 1910 году музей получил уникальный экспонат — копию скелета диплодока в натуральную величину, которая была поднесена в дар императору Николаю II американским миллионером Эндрю Корнеги. Это был первый динозавр в России, смонтированный в зале для публичного посещения. В 1930-х годов диплодок был перевезен в Москву, в связи с открытием московского Палеонтологического музея (ныне Палеонтологический музей имени Ю. А. Орлова).
После революции 1917 года музей стал называться Геологический и минералогический музей имени Петра Великого Российской Академии наук (РАН).
В 1918 году научным сотрудником Музея стал А. А. Борисяк, который руководил Геологическим отделением Музея (1921—1925), в 1921 году это отделение переехало в здание Северного пакгауза в Ленинграде, у здания Биржи.
В 1925 году Российская Академия наук была преобразована в Академию наук СССР, а музей был разделен на два самостоятельных:
- Геологический музей АН СССР — расположился в здании Северного пакгауза.
- Минералогический музей АН СССР — остался в здании Музейного флигеля.

В 1930 году Геологический музей имени Петра I АН СССР был разделён на три самостоятельных института:
- Геологический институт АН СССР (ГИН АН СССР)
- Палеозоологический институт АН СССР (ПИН АН СССР)
- Петрографический институт АН СССР (ПЕТРИН АН СССР).

В 1934 году правительство СССР приняло решение о переводе Академии наук СССР и большинства её учреждений из Ленинграда в Москву.
Минералогический музей вошёл в состав Минералогического института АН СССР, а после перевода в Москву стал основой Минералогического музея имени А. Е. Ферсмана.

## Здания

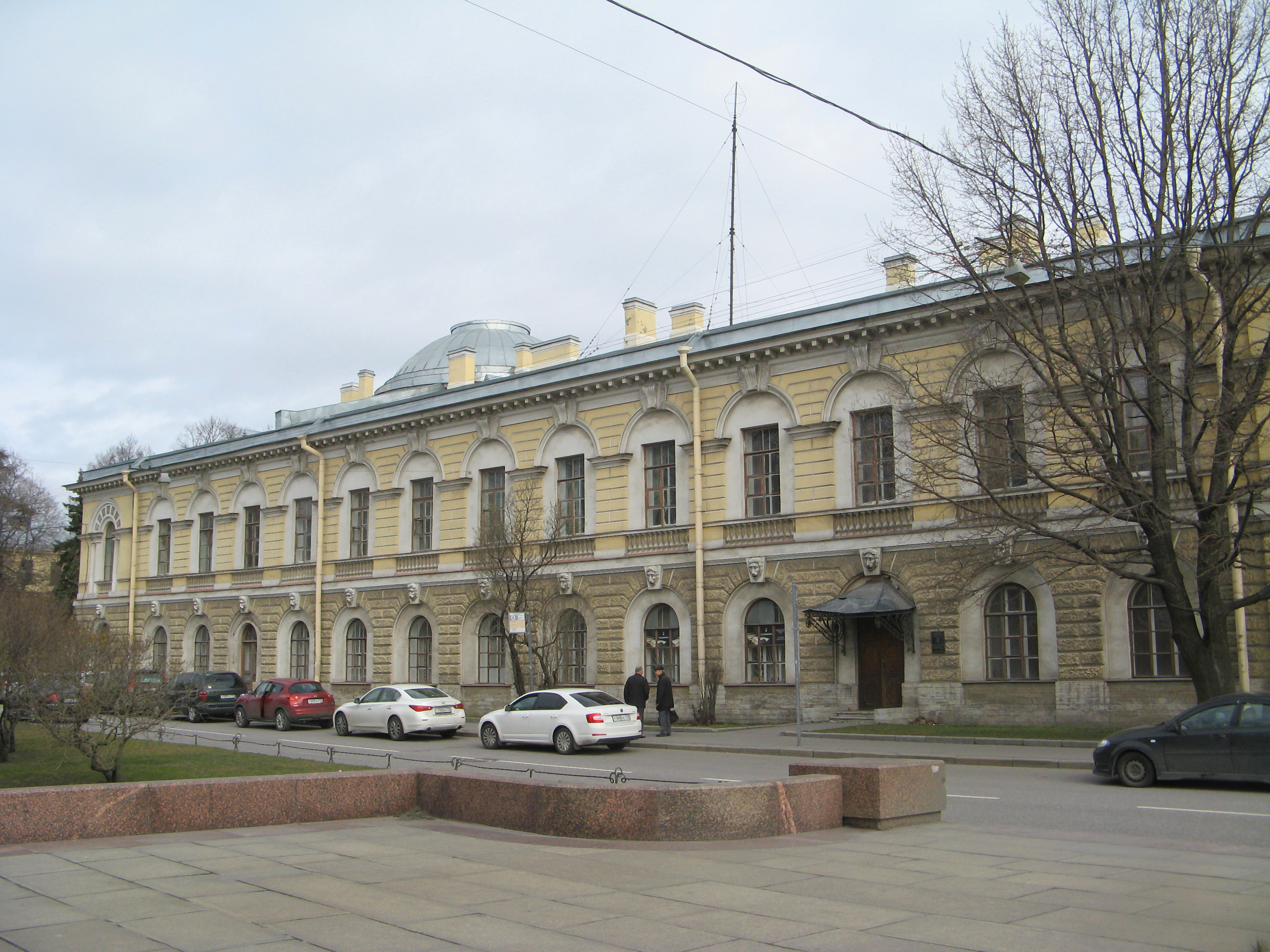
Музейный флигель

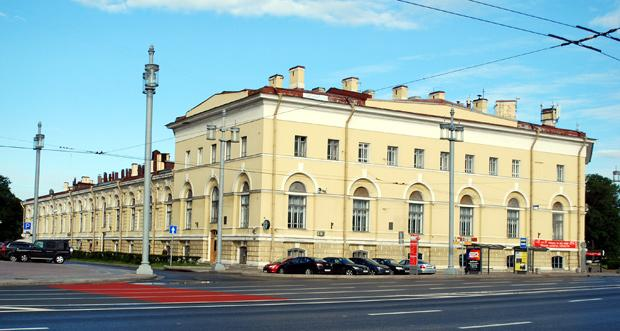
Северный пакгауз Биржи

Музейный флигель Академии наук построен в 1826—1831 годах по проекту архитектора И. Ф. Лукини и Д. Е. Филиппова.
В здании размещались коллекции Ботанического, Зоологического и Азиатского музеев, Минералогический кабинет, химическая лаборатория и другие учреждения Академии наук.
Минералогический кабинет, преобразованный в XIX веке в Геологический музей, переехал в Северный пакгауз (наб. Макарова, 2), Зоологический музей разместился в Южном пакгаузе (Университетская наб 1). Азиатский музей был преобразован в Институт восточных рукописей РАН, ботанический музей влился в Ботанический институт.
С 1936 года на Менделеевской линии, дом 1, располагалось Ленинградское отделение Издательства «Наука». В 1950—1970-х годах музейный флигель Академии наук занимал Институт теоретической астрономии АН СССР.
Здания Северного и Южного пакгауза были построены архитектором Таможенного управления И. Ф. Лукини в 1826—1832 годах.
С 1920-х до 1962 года в Северном пакгаузе находился Геологический музей Академии наук. Здесь также размещались Институт химии силикатов имени И. В. Гребенщикова РАН, Институт огнеупоров, Институт космоаэрогеологических методов, НИИ высокомолекулярных соединений. На фасаде северного пакгауза присутствует памятная доска с именем химика С. Н. Ушакова.
В настоящее время северный пакгауз занимает Центральный музей почвоведения имени В. В. Докучаева.

## Руководство
Директора, по году назначения:

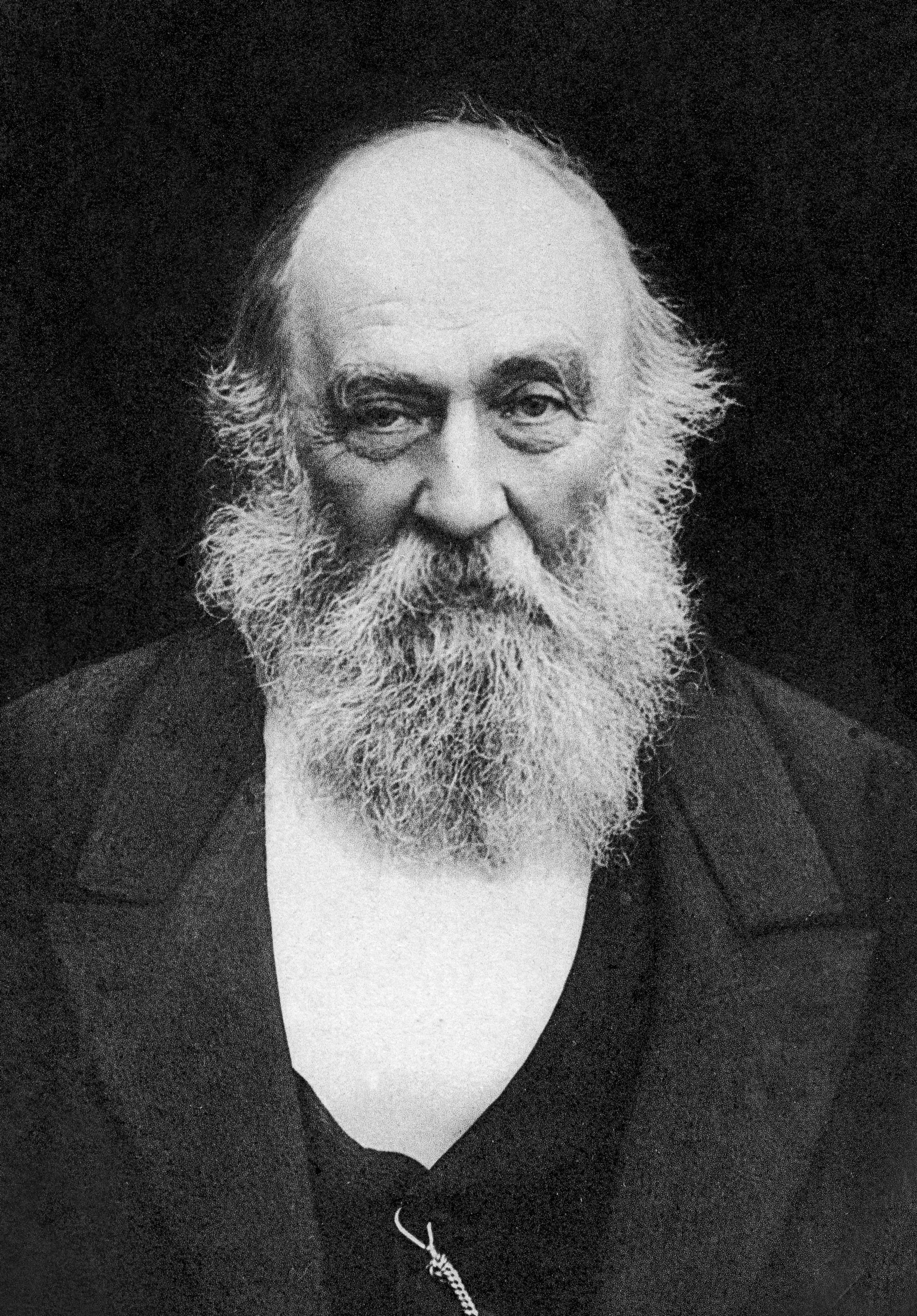
Основатель музея — Ф. Б. Шмидт

- 1874 — Шмидт, Фёдор Богданович (Минералогический и Геологический музеи)
- 1900 — Чернышёв, Феодосий Николаевич
- 1914 — Андрусов, Николай Иванович
- 1918 — Карпинский, Александр Петрович (исполнял обязянности)
- 1919 — Ферсман, Александр Евгеньевич
- 1921 — Борисяк, Алексей Алексеевич.

## Публикации
Регулярно издавались труды музея:
- 1907—1914 — Труды геологического музея имени императора Петра Великого Императорской Академии наук. Том 1-8
- 1917 — Труды геологического и минералогического музея имени Петра Великого Российской Академии наук.
- 1925 — Труды геологического и минералогического музея имени Петра Великого Академии наук СССР.
- 1926 — Труды геологического музея АН СССР. Том 1, Ленинград
- 1927 — Труды геологического музея АН СССР. Том 2, Ленинград, редактор Ф. Ю. Левинсон-Лессинг

В 1922 году была опубликована «Краткая памятка коллекций Геологического отделения».